# Pantropica
Pantropica is een junglepark met tropische dieren in Luttelgeest in Flevoland. Het familiebedrijf heette voorheen de Orchideeën Hoeve, maar wijzigde in 2024 haar naam in Pantropica. Het geheel overdekte park richt zich op de combinatie van flora en fauna, dieren leven vrij in het park. In 2014 kreeg het bedrijf een dierentuinvergunning. Het park bestaat uit tien verschillende continenten, waaronder Amazonia, Vlinderica, de Flamingo Lagoon en de overdekte speeljungle PanAvontura.

## Geschiedenis
In 1919 begon de familie Maarssen een bloemenkwekerij gespecialiseerd in anjers, chrysanten en seringen. In 1957 begon vader Thomas Maarssen met het kweken van orchideeën. De kwekerij verhuisde in 1979 naar de huidige locatie in de Noordoostpolder. Broers Thomas en Jeroen Maarssen vormen de vierde generatie die aan het roer staan van het familiebedrijf.
Tijdens open dagen kwamen er al bezoekers naar de kwekerij. De familie Maarssen besloot in 1984 de kwekerij op geregelde tijden open te stellen voor publiek. De jaren daarna is het bedrijf uitgebreid met verschillende thematuinen en is het park getransformeerd van kwekerij tot toeristische attractie met tropische bloemen en dieren.

## Park
Het junglepark is grotendeels overdekt en bevat verschillende themagebieden. In 2024 werd de naam Orchideeën Hoeve gewijzigd in Pantropica en werden alle themagebieden herbenoemd:

### Amazonia
In Amazonia wordt het tropisch regenwoud nagebootst. Het is ingericht met tropische beplanting. Vrij tussen de planten leven onder meer roodbuiktamarins, goudkopleeuwaapjes en eenden. In dit gebied zijn ook koikarpers en roodstaartmeervallen gehuisvest.

### Tropica
Tropica staat in het teken van de jungle. Bezoekers kunnen hier onder meer zien hoe orchideeën in het wild groeien en allerlei bijzondere planten bewonderen. 

### Lori Bush
In Lori Bush heerst de sfeer van Australië. Er vliegen ca. 80 lori's vrij tussen de bezoekers rond. Bezoekers mogen de papegaaitjes zelf voeren met een cupje nectar.

### Greenhouse
In de Greenhouse maken bezoekers kennis met de historie van het familiebedrijf Pantropica en is het mogelijk om te zien hoe een orchidee gekweekt wordt.  

### Vlinderica
Vlinderica staat in het teken van Midden-Amerika. In deze vlindertuin vliegen meer dan 2.000 tropische vlinders. Naast vlinders leven er in dit gedeelte ook schildpadden, vogels, leguanen en koikarpers.

### PanAvontura
PanAvontura is een avontuurlijke speeljungle voor kinderen.

### Safrica
Safrica staat in het teken van de savanne. In dit gebied leven stokstaartjes, sporenschildpadden en Malawi cichliden.

### Flamingo Lagoon
De Flamingo Lagoon is het buitengebied van Pantropica. Een pad loopt langs twee grote vijvers waar ringstaartmaki's, flamingo's, ooievaars, rode ibissen, eenden, alpaca's en mini-ezels leven.

### Hanami Flowerpark
Het Hanami Bloemenpark (voorheen de 'Zwevende' Bloementuin) is een bloemenattractie waar de bezoekers onder een wolk van bloemen door kunnen lopen. In het Hanami Bloemenpark zit ook het horecagedeelte 'Bistro De Sakura'.

## Uitbreidingen
Sinds 2008 is het park uitgebreid met:
- 2008 - Vlinderica
- 2010 - Speeltuin
- 2012 – Lori Bush
- 2014 - Citruslaan
- 2016 - Vernieuwing speeltuin: PanAvontura
- 2016 – Hanami Bloemenpark (voorheen 'Zwevende' Bloementuin)
- 2017 - Jungletheater
- 2018 - Makirijk met onder andere ringstaartmaki's, alpaca's en flamingo's
- 2019 - Stokstaartjestuin met stokstaartjes en sporenschildpadden
- 2019 - 't Stekkasje
- 2021 - Opening vernieuwde winkel
- 2022 - Verbouwing Junglerestaurant naar Pantropica Bar & Restaurant
- 2023 - Opening Aarts Speeljungle
- 2023 - Opening Pankong River
- 2024 - De naam Orchideeën Hoeve gewijzigd in Pantropica

## Diersoorten
In het junglepark van leven de volgende tropische diersoorten:
- Verschillende soorten tropische vlinders
- Roodbuiktamarin
- Witoorpenseelaapje
- Goudkopleeuwaapje
- Ringstaartmaki
- Bruine maki
- Stokstaartje
- Groene leguaan
- Alpaca
- Mini-ezel
- Flamingo
- Ooievaar
- Rode ibis
- Lori
- Geelvleugelara
- Roulroul
- Zilverbekje
- Gouldamadine
- Goudfazant
- Roodschoudertalingen
- Witte kwakers
- Mandarijneenden
- Geelwangschildpad
- Roodwangschildpad
- Sporenschildpad
- Koikarpers
- Roodstaartmeervallen
- Malawi cichliden
- Koningspython^
- Boa constrictor^
- Krulhaarvogelspin^
- Koraalteenboomkikker^

^ Deze dieren leven achter de schermen.
Aeres MBO Barneveld ·
Almere Jungle ·
Animal Farm ·
Apenheul ·
AquaZoo Leeuwarden ·
Aquazoo Leerdam ·
Artis ·
Artisklas Haarlem ·
Berkenhof Tropical Zoo ·
BestZoo ·
Botanische Tuinen Universiteit Utrecht ·
Center Parcs Het Heijderbos ·
Centrum voor Natuur- en Milieu Educatie ·
WaterLand Neeltje Jans ·
DierenPark Amersfoort ·
Dierenpark De Oliemeulen ·
Dierenpark Zie-ZOO ·
Diergaarde Blijdorp ·
DoeZoo Insektenwereld ·
Dolfinarium Harderwijk ·
Ecomare ·
Eindhoven Zoo ·
Faunapark Flakkee ·
Fort Kijkduin ·
GaiaZOO ·
Hof van Eckberge ·
Informatiecentrum De Noordwester ·
Kabouterland ·
Kasteelpark Born ·
Koninklijke Burgers' Zoo ·
Dierenpark Hoenderdaell ·
Muzeeaquarium Delfzijl ·
Natuurcentrum Ameland ·
Omnium Goes Tropisch bos ·
Ouwehands Dierenpark ·
Pantropica ·
Passiflorahoeve ·
Plaswijckpark ·
Reptielenhuis De Aarde ·
Reptielenzoo Iguana ·
Safaripark Beekse Bergen ·
Sea Life Scheveningen ·
Stichting AAP ·
Stichting Das & Boom ·
Taman Indonesia ·
Texel ZOO ·
Uilen- en Dierenpark De Paay ·
Van Blanckendaell Park ·
Vlinderparadijs Papiliorama ·
Vlinders aan de Vliet ·
Vlindersafari ·
Vlindertuin De Kas ·
Vlindorado ·
Vogelpark Avifauna ·
Vogelpark Ruinen ·
Vogelrevalidatiecentrum Zundert ·
Wereldtuinen Mondo Verde ·
Wildlands Adventure Zoo Emmen ·
Wonderwereld ·
Zee Aquarium Bergen aan Zee ·
ZooParc Overloon ·
Zoo Veldhoven
Opgeheven: Animali Vogel- en dierenpark · Noorder Dierenpark Emmen · Dierenpark Wassenaar · Dierenpark Wissel · Dolfirama · Dolfirado · Dolfirodam · Grottenaquarium Valkenburg · Fazanterie de Rooie Hoeve · Haagse Dierentuin · Kasteeltuinen Arcen · Klant’s Dierentuin · Klein Costa Rica · Labyrinth Boekelo · Papegaaienpark N.O.P. · Reptielenzoo "SERPO" · Schildpaddencentrum · Stonehenge Wildlife · Tilburgs dierenpark · Tropisch Oosten · Vogel- en wandelpark Abbeweer · Zodiac Zoos